# Razo del Órgano
Razo del Órgano är en ort i Mexiko.   Den ligger i kommunen Buenavista och delstaten Michoacán de Ocampo, i den södra delen av landet, 400 km väster om huvudstaden Mexico City. Razo del Órgano ligger 248 meter över havet och antalet invånare är 521.
Terrängen runt Razo del Órgano är platt åt nordost, men åt sydväst är den kuperad. Runt Razo del Órgano är det ganska tätbefolkat, med 72 invånare per kvadratkilometer. Närmaste större samhälle är Apatzingán, 17,3 km öster om Razo del Órgano. I omgivningarna runt Razo del Órgano växer huvudsakligen savannskog.